# Pavel Šuc
Pavel Šuc (partizansko ime Pavle), slovenski generalpodpolkovnik JLA, namestnik načelnika general štaba JLA, * 11. oktober 1925, Pliskovica, † (Izola) 2001, (?).

## Življenje in delo
Po končani ljudski šoli v rojstnem kraju je nadaljeval šolanje na srednji kmetijski šoli v Pazinu in Poreču. Po končani vojni se je kot aktiven častnik šolal na Višji vojaški akademiji v Beogradu (1956–1958) in na Vojni šoli JLA (1966–1967). 
Leta 1943 vstopil v narodnoosvobodilni boj kot borec v enotah 9. korpusa ter bil 1944 častnik pri Glavnem štabu NOV in POS. Naslednje leto je sodeloval pri osvoboditvi Trsta. Po vojni je ostal v vojaški službi in bil med drugim komandir raznih enot (npr. Planinske čete v Tolminu), predaval na vojaških šolah, bil komandant bataljona polka v Ajdovščini, 14. divizije v Postojni, načelnik štaba in namestnik komandanta 5. armadnega območja v Zagrebu (1977–1980), načelnik operativne uprave v general štabu JLA in namestnik načelnika generalštaba JLA (1982–1986) Vmes je bil 4 leta jugoslovanski vojaški ataše v Rimu (1968–1972). Kot komandant garnizij je sodeloval s civilnimi oblastmi pri organizaciji javnih del (gradnja cest, vodovodov itd.)
General Šuc je bil eden izmed maloštevilnih Slovencev s tako visokim vojaškim činom. Na Kardeljevem pogrebu 1979 v Ljubljani je nosil žaro z njegovimi posmrtnimi ostanki. Po upokojitvi 1986 je živel v Luciji in bil predsednik obalne konference Zveze rezervnih vojaških starešin.
Objavljal je članke in strokovne razprave z vojaškega področja v Vojnem glasniku in Vojnem delu. Napisal je metodični priročnik za vojaške šole Strokovna vzgoja v JLA (Beograd, 1975) ter iz italijanščine prevedel več strokovnih vojaških publikacij.

## Odlikovanja
- Red bratstva in enotnosti z zlatim vencem
- Red jugoslovanske zvezde
- Tudi italijanske oblasti so ga za zasluge pri vzpostavljanu prijateljskih odnosov med državama in med oboroženima silama odlikovale z redom Grand'Ufficiale